# Xanadu
För andra betydelser, se Xanadu (olika betydelser).

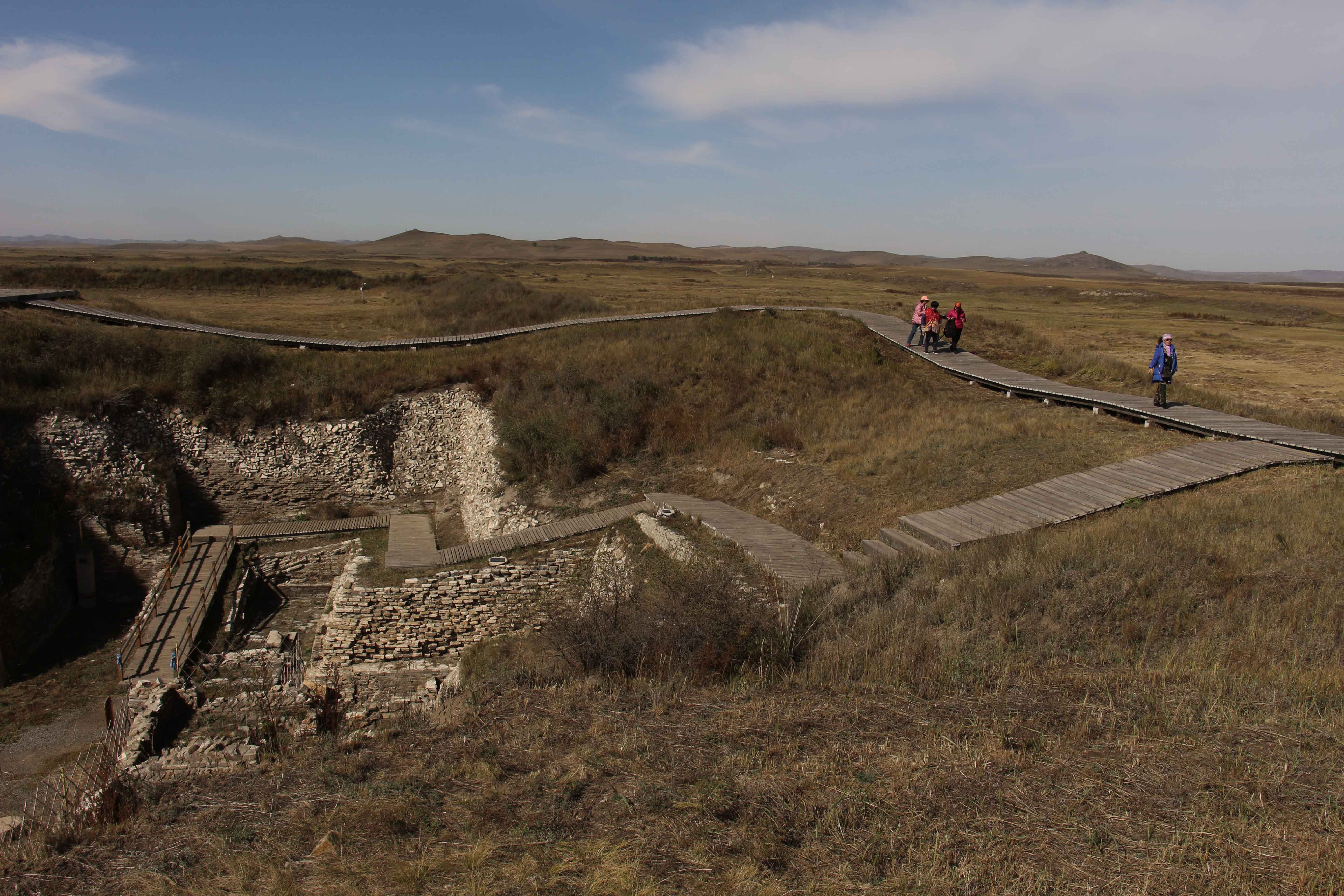
Yuan Shangdu

Xanadu eller Shangdu (上都; Shàngdū) var sommarhuvudstad för Mongolväldet och Yuandynastin. Staden existerade från 1259 fram till Yuandynastins fall 1368, varefter den förstördes av Mingdynastin. Xanadu ligger norr om Shandianfloden i Zhenglan baner i Inre Mongoliet omkring 275 kilometer norr om Peking i Kina.
Mongolerna kallade staden "Etthundraåtta templens stad" (Chao Naiman Sume Khotan). Under sin blomstringstid hade Xanadu 120 000 invånare. Sedan 2012 är Xanadu listad av Unesco som kulturellt världsarv.

## Historia
Uppförandet av Xanadu påbörjades 1256 under Möngkes regeringstid. Det tog tre år att uppföra staden som var färdigställd 1259. Khubilai khans seniorminister och rådgivare Liu Bingzhong var arkitekten bakom Xanadu.
Staden hette ursprungligen Kaiping (开平; Kāipíng). 1263 (eller 1264) bytte Khubilai khan namn på staden till Shangdu som betyder "Övre huvudstaden". Khubilai khan använde i praktiken Xanadu som huvudstad men kallade inledningsvis aldrig staden för huvudstad, vilket sannolikt var för att undvika att stöta sig med Karakorum. 1269 när imperiets nya huvudstad Khanbalik (Dadu, dagens Peking) var färdig blev Xanadu sommarhuvudstad.
Yuandynastins kejsare flyttade till Xanadu under sommaren och bodde resten av året i Khanbalik. Sex av Yuandynastins kejsare har krönts i Xanadu.
När Yuandynastin föll 1368 flydde dynastins sista kejsare Toghon Temür från Khanbalik norrut till Xanadu som för en kort tid blev huvudstad för Norra Yuandynastin. 1369 attackerade Mingdynastins trupper Xanadu och förstörde staden, som också därefter övergavs och förföll under 600 år.

## Utförande
Xanadu omges av en yttre kvadratisk stadsmur vars sidor var drygt 2 km långa vardera med en omkrets på 9 km. Muren var 8 meter hög med bastioner och hörntorn. Stadsmuren hade sju portar. Norra, östra och södra muren hade två portar vardera och den västra hade en port.
Innanför Xanadus yttre stadsmur fanns den Yttre staden. I den yttre staden hade Khubilai khan ett zoo för bland annat elefanter som hämtats från Burma 1279. I Yttre staden fanns också den spektakulära Bambupaviljongen som Marco Polo beskrev i sin reseskildring. I den sydöstra delen låg den Inre staden eller Kejserliga staden, som också den omslöts av en mur. Muren runt den Kejserliga staden var 12 m tjock vid basen och 5,6 km i omkrets. I den Inre staden fanns Palatsstaden, och även ett daoistiskt- och ett buddhistiskt tempel.
I Palatsstaden bodde kejsaren och hans familj. Palatsstaden var omsluten av en drygt 2 km lång mur.  Huvudpalatset hette Da'anpaviljongen och påstods ha varit 70 m hög och stod på en 120 meter bred platsform. Xanadu uppfördes i linje med tidigare kinesiska kejserliga städer och palatsets utförande var starkt inspirerat av Songdynastins palats i Kaifeng som tidigare erövrats.

## Marco Polos beskrivning
Marco Polo anlände till Xanadu sommaren 1275 och staden finns beskriven i hans reseskildring. Marco Polo beskriver Xanadus storslagna arkitektur och kejsarens palats av marmor. Han beskriver också stora natursköna parker med bäckar och en mängd olika djur. Han beskrev Xanadus stadsmur som 16 mile lång, men han menade sannolikt 16 li. (ca 8 km)
Marco Polo beskriver i detalj Bambupaviljongen i den Yttre staden:
| ”            | [..] Mitt i denna trädgård i en vacker lund har han låtit bygga en kunglig paviljong som vilar på sköna pelare, förgyllda och bemålade. Runt varje pelare slingrar sig en drake, också den förgylld. Dess huvud stöder taket medan dess vingar och klor breder ut sig över frisen åt höger och vänster. Taket är av bamburör som även de är förgyllda och övermålade med en så utmärkt fernissa att vätan inte kan skada dem. [...] | „ |
| – Marco Polo | |   |

Han berättar också att kejsaren höll hov i Xanadu i juni, juli och augusti på grund av platsens hälsosamma klimat. Den tjugoförsta dagen i augusti lämnade kejsaren Xanadu och begav sig till en offerplats där han offrar speciell mjölk från sina vita hästar.

## Xanadu idag
Ruinerna av Xanadu finns kvar idag. Arkeologiska utgrävningar har pågått sedan 1996. Sedan 2008 har mer än 1 000 byggnader, 29 större gator och 700 fundament grävts fram. 1 maj 2016 öppnades Yuan Shangdu Museum (元上都博物馆) för allmänheten. Museet är har 6 991 kvadratmeter utställningsyta och är uppförd i anslutning till utgrävningsområdet. Museet visar 60 000 artefakter i åtta olika utställningshallar.

## Xanadu som metafor
Xanadus prakt inspirerade Coleridge att skriva det berömda diktverket Kubla Khan år 1797, och alltsedan den dikten är Xanadu en metafor för överflöd och välstånd. Bland annat kallas Charles Foster Kanes bostad i filmen Citizen Kane för Xanadu och Bill Gates hus har fått smeknamnet Xanadu 2.0.
I Xanadu ett stolt palats
blev byggt till Kublai Khans behag
där floden Alph på helig plats
rann under bråddjup klippavsats
mot grottor utan dag.